# Église Saint-Martin de Cangey
Pour les articles homonymes, voir Église Saint-Martin.
L'église Saint-Martin de Cangey est une église paroissiale affectée au culte catholique dans la commune française de Cangey, dans le département d'Indre-et-Loire.
Construite à partir du XIe siècle mais agrandie à plusieurs reprises par la suite, elle est presque intégralement inscrite comme monument historique. L'embrasure d'une baie de sa nef porte deux peintures du XIe siècle surnommées « les animaux musiciens ».

## Localisation
L'église est construite dans le centre-bourg. Édifiée parallèlement aux courbes de niveau du coteau de la rive droite de la Loire, elle est orientée de l'ouest-sud-ouest à l'est-nord-est.

## Histoire
Les parties les plus anciennes de l'église sont datables du XIe siècle ; des ajouts sont faits à la fin du XIIe ou au début du XIIIe siècle (travée de nef), puis au XVIe siècle (travée de nef et chœur) et au XVIIe siècle (voûte en lambris). Un porche, accolé à l'ouest du monument et une sacristie contre le flanc sud de la nef sont construits au XVIIe siècle mais la sacristie est démolie au XIXe siècle,.
L'ensemble de l'église, à l'exception du porche moderne, est inscrit comme monument historique par arrêté du 21 avril 1948.
En 1996, la réouverture d'une baie murée dans la nef révèle, dans son embrasure, la présence de peintures du XIe ou du XIIe siècle qui s'étendaient peut-être, à l'origine, à d'autres parties de l'église.

## Description

### Architecture
L'église se compose d'une nef unique à quatre travées d'époques différentes dont la plus occidentale forme porche, complétée vers l'est par un chœur d'une seule travée et d'une abside à cinq trois pans. Un clocher en charpente surmonte la plus orientale des travées de la nef.
Le porche qui donne accès à l'église à l'ouest possède une charpente plus basse que celle du reste de l'édifice et sa toiture oblitère partiellement une baie de l'ancienne façade. Il s'ouvre à l'extérieur par une porte en plein cintre surbaissée. La nef qui lui succède, d'un seul corps, est recouverte intérieurement et extérieurement d'un crépi moderne et elle est éclairée par d'étroites baies en plein cintre. Elles est couverte par un plafond en lambris. Un escalier d'accès aux combles et au clocher s'ouvre dans le mur nord de la dernière travée.
La réalisation de voûtes maçonnées au-dessus du chœur était sans doute prévue mais n'a pas été effectuée, car seules les amorces des arcs sont visibles. La chapelle qui s'ouvre dans le chœur comporte deux travées voûtées. L'abside est épaulée extérieurement par des contreforts à chacun de ses angles.

### Décor et mobilier

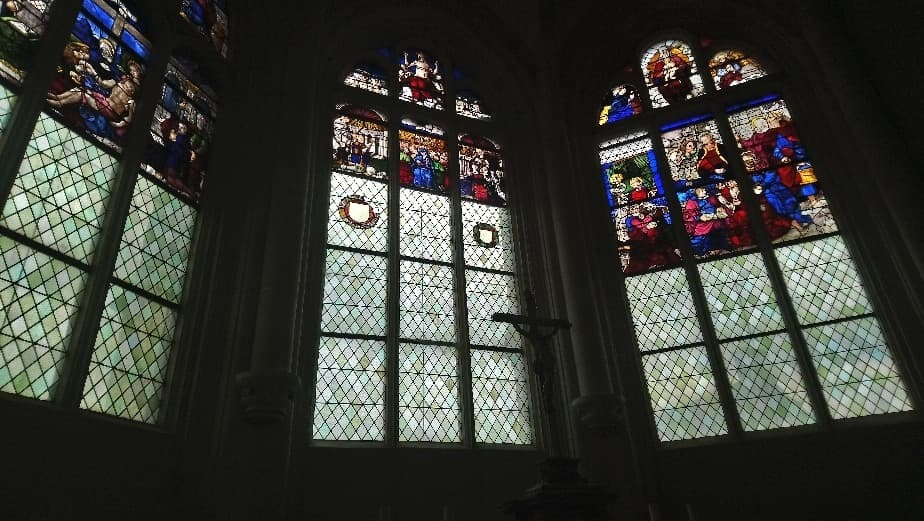
Vitraux du chœur.

La baie méridionale de la première travée de la nef d'origine porte, dans son embrasure, des peintures représentant deux « animaux musiciens ». D'un côté, un bouc dressé sur ses pattes arrière et peint en rouge, joue de la flûte. Symétriquement, dans l'autre embrasure, un lièvre, lui aussi debout mais peint en jaune, joue du tambourin dont il frappe la membrane avec un os. Ces représentations, assez fréquentes dans l'art pictural religieux du Moyen Âge, tirent sans doute leur origine des fabliaux médiévaux. Mettant ici en scène deux animaux symbolisant la luxure par leur nature ou leur posture, exposées à la vue des fidèles dans la nef, ces peintures peuvent avoir une vocation moralisatrice.
Les murs de la chapelle jouxtant le chœur au nord sont aussi recouverts de peintures, mais celles-ci datent du XIXe siècle.
Les vitraux du chœur, posés vers 1540, sont financés par les seigneurs de Cangey et représentent des scènes religieuses dans leur partie supérieure, seule conservée. Ils sont classés comme monuments historiques en 1901.
Une vitrine dans la nef renferme des ornements sacerdotaux de grande valeur. Parmi eux figure une chape en brocart d'or du dernier quart du XVIIe siècle, classée comme monument historique. Deux statues représentant saint Jean-Baptiste (XVe siècle) et un roi (XVIe siècle) sont également classées,, de même qu'un haut-relief figurant saint Martin partageant son manteau.

## Pour en savoir plus